# Tavë kosi
A tavë kosi (határozott alakja tava kosi) albán nemzeti étel, joghurtban sült bárány. A név albánul joghurtos tálat, cserépedényt jelent. Népszerű Görögországban és Törökországban is. Albánia Elbasan nevű városából származik, ahol tavë Elbasani (elbasani serpenyős) néven is ismert.
A tavë kosi alapanyagai: bárányhús, joghurt, vaj, tojás és liszt. Az étel elkészítéséhez a bárány vállát érdemes használni, de az állat bármelyik része megfelelő hozzá. Bárány helyett néha csirkéből készítik.

## Elkészítése
Bárányhúsból, joghurtból, tojásból, rizsből készül, fűszerekkel. A megmosott, kockára vágott bárányhúst forró olívaolajban aranybarnára sütik. Kevés sót, borsot szórnak rá, oregánóval fűszerezik, majd 5-6 darab megtisztított fokhagyma gerezdet adnak hozzá, és felöntik kevés forró vízzel. Lefedve puhára párolják. Olívaolajból és lisztből rántást készítenek, majd a joghurtba keverik a tojásokat és a rántást. A sütőedényt kivajazzák, majd az aljára kevés nyers rizst szórnak. A rizsre oregánót és a megtisztított, felszeletelt fokhagymát teszik, majd ráterítik a húst és leöntik a joghurtkeverékkel. Fóliával letakarva 20 percig sütik, majd a fóliát levéve addig sütik, amíg a joghurt megemelkedve barnára pirul.